# Mateusz Kusznierewicz
Mateusz Kusznierewicz (Varsavia, 29 aprile 1975) è un ex velista polacco.

## Palmarès

### Olimpiadi
- 2 medaglie:
  - 1 oro (Atlanta 1996 nella classe Finn)
  - 1 bronzo (Atene 2004 nella classe Finn)

### Mondiali
- 6 medaglie:
  - 3 ori (1998 nella classe Finn; 2000 nella classe Finn; 2008 nella classe Star)
  - 3 argenti (1999 nella classe Finn; 2001 nella classe Finn; 2002 nella classe Finn)

### Europei
- 5 medaglie:
  - 2 ori (2000 nella classe Finn; 2004 nella classe Finn)
  - 3 argenti (1996 nella classe Finn; 1999 nella classe Finn; 2003 nella classe Finn)